# بيتر روبنسون (سياسي)
بيتر روبنسون (بالإنجليزية: Peter Robinson )‏ (و. 1948  م) هو سياسي بريطاني، ولد في بلفاست.

## مناصب
تولى منصب عضو الجمعية التشريعية الرابعة لأيرلندا الشمالية ‏ (6 مايو 2011–24 مارس 2016)، والوزير الأول في أيرلندا الشمالية (5 يونيو 2008–11 يناير 2016)، وLeader of the Democratic Unionist Party ‏ (31 مايو 2008–17 ديسمبر 2015)، وMinister of Finance (Northern Ireland) ‏ (8 مايو 2007–5 يونيو 2008)، وعضو الجمعية التشريعية الثالثة لأيرلندا الشمالية (9 مارس 2007–24 مارس 2011)، وعضو برلمان المملكة المتحدة الـ54 (5 مايو 2005–12 أبريل 2010)، وعضو الجمعية التشريعية الثانية لأيرلندا الشمالية (26 نوفمبر 2003–30 يناير 2007)، وMinister for Regional Development ‏ (24 أكتوبر 2001–14 أكتوبر 2002)، وعضو برلمان المملكة المتحدة الـ53 (7 يونيو 2001–11 أبريل 2005)، وMinister for Regional Development ‏ (30 مايو 2000–27 يوليو 2001)، وMinister for Regional Development ‏ (2 ديسمبر 1999–11 فبراير 2000)، وعضو الجمعية التشريعية الأولى لأيرلندا الشمالية (25 يونيو 1998–28 أبريل 2003)، وعضو البرلمان الثاني والخمسون للمملكة المتحدة (1 مايو 1997–14 مايو 2001)، وعضو البرلمان الحادي والخمسون للمملكة المتحدة (9 أبريل 1992–8 أبريل 1997)، وعضو البرلمان الخمسون للمملكة المتحدة (11 يونيو 1987–16 مارس 1992)، وعضو البرلمان التاسع والأربعون للمملكة المتحدة (23 يناير 1986–18 مايو 1987)، وعضو البرلمان التاسع والأربعون للمملكة المتحدة (9 يونيو 1983–17 ديسمبر 1985)، وعضو البرلمان الثامن والأربعون للمملكة المتحدة (3 مايو 1979–13 مايو 1983)، وعضو الجمعية التشريعية لأيرلندا الشمالية 1982-1986 ‏، وعضو مجلس الشورى البريطاني.

## التعليم
تعلم في Belfast Metropolitan College ‏.

## روابط خارجية
- بيتر روبنسون على موقع الموسوعة البريطانية (الإنجليزية)
- بيتر روبنسون على موقع مونزينجر (الألمانية)